# Guy Lukowski
Guy Lukowski (7 maart 1942) is een Belgische voormalige atleet, die gespecialiseerd was in het hink-stap-springen. Hij veroverde één Belgische titel. Naast zijn sportieve carrière was Guy Lukowski tijdens de jaren 1970 en '80 ook actief als gitarist.

## Biografie
Lukowski veroverde in 1962 de Belgische titel in het hink-stap-springen. Hij was aangesloten bij FC Luik.

## Belgische kampioenschappen
| Onderdeel          | Jaar |
| ------------------ | ---- |
| hink-stap-springen | 1962 |

## Persoonlijk record
| Onderdeel          | Prestatie | Datum        | Plaats  |
| ------------------ | --------- | ------------ | ------- |
| hink-stap-springen | 13,70 m   | 15 juli 1962 | Brussel |

## Palmares
hink-stap-springen
- 1962:  BK AC – 13,58 m

- Bibliothèque nationale de France: cb13896860b (data)
- International Standard Name Identifier: 0000 0000 2985 7471
- Library of Congress Control Number: n89668342
- MusicBrainz: 4eb4dce3-a377-4426-a23e-3a9dc918f63e
- Nationale Bibliotheek van Israël: 987007390433705171
- Système universitaire de documentation: 15758772X
- Virtual International Authority File: 74038129